# A1-es autópálya (Észak-Macedónia)

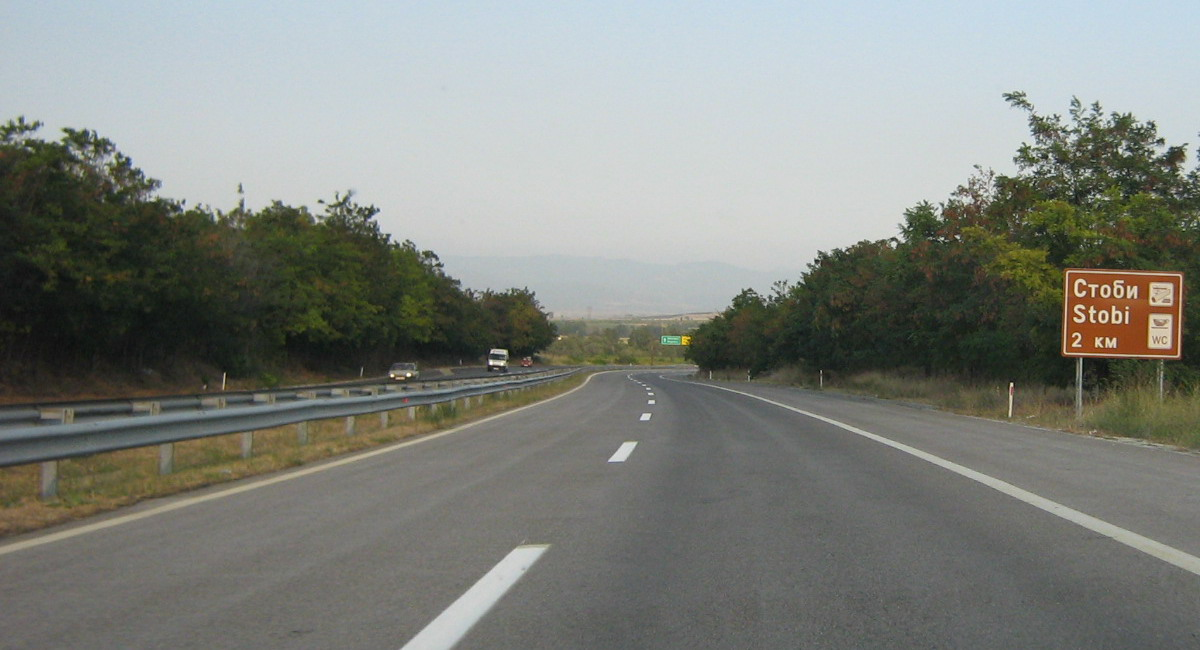
Az A1-es Stobinál

Az A1-es (macedónul: Автопат А1 / Avtopat A1) autópálya Észak-Macedóniában található, ami a szerb határtól, Kumanovón és Veleszen keresztül jut el Bogorodicáig, a görög határig.

## Útja
Szerbia – Tabanovce – Kumanovo (M2-es) – Miladinovci (M4-es) - Petrovec (M3-as) - Velesz (M5-ös) - Negotino (M7-es) - Gevgelija - Bogorodica –  Görögország